# Docalidia longicrista
Docalidia longicrista är en insektsart som beskrevs av Nielson 1996. Docalidia longicrista ingår i släktet Docalidia och familjen dvärgstritar. Inga underarter finns listade i Catalogue of Life.